# Chrastenský vrch
Chrastenský vrch (452 m n. m.) je vrch v okrese Liberec Libereckého kraje. Leží cca 1,5 km jihovýchodně od obce Břevniště, na katastrálním území vsi Chrastná.

## Popis vrchu
Výhled z vrchu je pro vzrostlé stromy omezený.

## Geomorfologické zařazení
Vrch náleží do celku Ralská pahorkatina, podcelku Zákupská pahorkatina, okrsku Podještědská pahorkatina, podokrsku Křižanská pahorkatina a Břevnišťské části.

## Přístup
Automobilem se dá nejblíže dojet do Chrastné nebo po silnici Osečná – Břevniště k rozcestí Chrastná – U Potůčku, odkud se dá pokračovat pěšky na jihovýchod po zelené turistické stezce k Ploučnici (výše na toku Chrastenský vodopád v jižním sousedství vrchu). Před řekou se odbočí doleva na cestu k vrcholu, obcházející jej z jihu.